# 金洛克 (密蘇里州)
金洛克（英語：Kinloch）是位於美國密蘇里州聖路易斯縣的城市。

## 人口
根據2020年美國人口普查的數據，金洛克的面積為1.88平方千米，皆為陸地。當地共有人口263人，而人口密度為每平方千米140人。